# Starlaw
Die Starlaw-Distillerie liegt in Bathgate in der Council Area West Lothian. Gegründet wurde sie 2010, sie gehört zur Region der Lowlands. Eigentümer der Brennerei ist die Glen Turner Distillery Ltd., eine Tochtergesellschaft des französischen Spirituosenkonzerns La Martiniquaise. Vom Konzern wird sie sowohl als Destillerie als auch als Blending- und Abfüllanlage bezeichnet. Der überwiegende Teil der Produktion geht in den konzerneigenen Blended Scotch Whisky Label 5. Obwohl die Brennerei wegen dieser hauptsächlichen Produktion als Grain Distillery eingestuft wird, produziert sie mittlerweile auch einen Single Malt, der unter dem Namen der Eigentümerfirma Glen Turner vermarktet wird. Im Jahr 2016, nur 6 Jahre nach Gründung, hatte Starlaw bereits eine Kapazität von 29 Mio. Litern pro Jahr. Auf dem Gelände hat der Konzern 29 Warehouses für die Lagerung errichtet.

## Glen Turner Single Malt Whisky
Dieser Malt Whisky wird (Stand Ende 2020) in drei Abfüllungen produziert:
- Cask Collection: Rum Cask. Ohne Altersangabe, gereift in Bourbon-Fässern, das Finish erfolgt in Rum-Fässern aus Martinique.
- Heritage Double Cask: Ohne Altersangabe, gereift in Bourbon-Fässern, Finish in Portwein-Fässern.
- 12 Jahre: gereift in Bourbon-Fässern.

Der hauptsächliche Absatzmarkt ist Frankreich, in Deutschland ist meist nur der 12-jährige Whisky erhältlich.